# Мош, Теренси
Теренси Мош (кат. Terenci Moix, настоящее имя Рамо́н Мош Мессеге́р (кат. Ramón Moix Messeguer); 5 января 1942, Барселона — 2 апреля 2003, там же) — каталонский писатель, один из крупнейших мастеров национальной словесности второй половины XX века. Писал на испанском и каталанском языках.

## Биография
Самоучка без формального образования. Открытый гомосексуал. В 1960—1970-х годах жил в Париже, Лондоне, Риме, вдохновлялся Александрией Кавафиса и Э. М. Форстера. В начале 1960-х опубликовал в Испании под псевдонимом два детективных романа (он вообще активно работал с формами поп-культуры, массовым кино, образами комиксов и глянцевой журналистики и т. п.). Его исторический роман «Не говори мне, что это был сон» (1986, премия издательства Планета) разошёлся в Испании тиражом более миллиона экземпляров. Постоянно сотрудничал с газетой El País, другими периодическими изданиями Испании и Каталонии. Выступал на телевидении.
Скончался от эмфиземы лёгких. По завещанию его пепел был развеян в Александрии и в родном квартале писателя в Барселоне.
Сестра — поэтесса Ана Мария Мош (род. 1947).

## Творчество
Автор романов, новелл, эссе. Острый критик мифов официальной культуры, мачистских символов франкистского режима в эпоху стабилизации. Его книги (например, «Сексуальная природа ангелов», 1992) нередко вызывали общественный скандал. Синефил, много писал о кино. Увлекался историей Египта, несколько его романов созданы на древнеегипетском материале.

## Книги

### Романы и новеллы на испанском языке
- Besaré tu cadáver (1963, детективный роман)
- Han matado a una rubia (1964, детективный роман)
- El desorden (1965)
- Nuestra Virgen de los mártires (1983)
- Amami, Alfredo! Polvo de estrellas (1984)
- No digas que fue un sueño: Marco Antonio y Cleopatra (1986, исторический роман, премия «Планета»)
- El sueño de Alejandría (1988, исторический роман)
- Garras de astracán (1991)
- La herida de la esfinge (1991)
- Suspiros de España (1993)
- Venus Bonaparte (1994)
- Mujercísimas (1995)
- El amargo don de la belleza (1996, Premio Fernando Lara)
- Chulas y famosas, o bien, La venganza de Eróstrato (1999, предисловие Пере Жимферрера)
- El demonio (1999)
- El arpista ciego (2002, исторический роман; премия Фонда Хосе Мануэля де Лары)

### Романы и новеллы на каталанском языке
- La torre dels vicis capitals (1968, Premio Víctor Català)
- Onades sobre una roca deserta (1969, Premio Josep Pla)
- El dia que va morir Marilyn (1970, семейная хроника пяти поколений)
- Món mascle (1971)
- Siro o la increada consciència de la raça (1972)
- La caiguda de l’imperi sodomita i altres històries herétiques (1976)
- Sadístic, esperpèntic i àdhuc metafísic (1976)
- Lilí Barcelona i altres travestís: tots els contes (1978)
- Tots els contes (1979, полное собрание новелл)
- El sexe dels àngels (1992, премия Раймунда Луллия, премия Золотая буква)
- Màrius Byron (1995)

### Автобиографические произведения
- El Peso de la Paja (1990—1998):
  - El cine de los sábados
  - El Beso de Peter Pan
  - Extraño en el paraíso

### Эссе
- Iniciació a una història del cine
- Los cómics, arte para el consumo y formas pop (1968, переизд. 2007)
- El sadismo de nuestra infancia (1970, предисловие Рафаэля Альберти)
- Crónicas italianas (1971)
- Hollywood stories (2 тт.)
- Terenci del Nilo: viaje sentimental a Egipto (1983)
- Tres viajes románticos (Grecia-Tunez-México) (1987)
- Mis inmortales del cine: Hollywood, años 40 (1991)

### Интервью
- Preguntar no és ofender (1975)

## Публикации на русском языке
- Далеким летом; Эшампла / Пер. А.Садикова// Рассказы писателей Каталонии. — М., 1987. — С. 168—183

## Признание
В 2005 учреждена Международная премия имени Теренси Моша, среди её лауреатов в различных номинациях — Пере Жимферрер, Анна Политковская, Даниэль Баренбойм, Педро Альмодовар, Мончо Армендарис, Клаудио Магрис, Мануэл де Оливейра, Грасиа Керехета, Хорхе Семпрун, Антонио Лобо Антунеш, Коста-Гаврас, Хавьер Серкас и др. С того же года вручается премия Теренси Моша за ЛГБТ-прозу.